# یاخیا
یاخیا (انگلیسی: Yakhya) یک شهرک در شهرستان سالاواتسکی استان باشقیرستان کشور روسیه است.